# Gustav Fremerey
Gustav Fremerey (* 8. April 1902 in Kiel; † 21. Dezember 1987 in Heidelberg) war ein deutscher Volkswirt.

## Werdegang
Nach Studium und Promotion an der Albertus-Universität Königsberg war er von 1935 bis 1939 im Reichswirtschaftsministerium tätig. Von 1939 bis 1945 arbeitete er im Landeswirtschaftsamt in Reichenberg und war dort ab 1942 Leitender Wirtschaftsdirektor. Zwischen 1943 und 1945 war er als Generalreferent für Wirtschaft zum Staatsministerium für Böhmen und Mähren abgeordnet. 
Nach Kriegsende war er von 1947 bis 1950 in der freien Wirtschaft tätig. 1950 trat er in den Dienst des Bundesministeriums für Wirtschaft und wurde 1951 Präsident der Bundesstelle für den Warenverkehr der gewerblichen Wirtschaft (ab 1954: Bundesamt für gewerbliche Wirtschaft).

## Ehrungen
- Großes Bundesverdienstkreuz (1968)